# William Davies Evans
William Davies Evans (Pembrokeshire, 27 gennaio 1790 – Ostenda, 3 agosto 1872) è stato uno scacchista gallese, considerato l'inventore del gambetto Evans.

## Biografia
Nacque nella fattoria di Musland nel nord della contea gallese del Pembrokeshire. All'età di 14 anni si arruolò in marina e lavorò per il servizio postale marittimo inglese fino a quando andò in pensione nel 1840.
È stato durante una traversata del canale di San Giorgio tra il Galles e l'Irlanda (esattamente tra Milford e Waterford), mentre era al comando di una nave postale, che inventò, anche se in forma posticipata (1.e4 e5 2.Cf3 Cc6 3.Ac4 Ac5 4.0-0 d6 5.b4) il gambetto che porta il suo nome.
Il gambetto fu da lui impiegato per la prima volta in una partita giocata a Londra (presumibilmente nel 1826) contro Alexander MacDonnell
1.e4 e5 2.Cf3 Cc6 3.Ac4 Ac5 4.0-0 d6 5.b4 Axb4 6.c3 Aa5 7.d4 Ag4 8.Db3 Db7 9.Cg5 Cd8 10.dxe5 dxe5 11.Aa3 Ch6 12.f3 Ab6+ 13.Rh1 Ah5 14.Td1 Dc8 15.Txd8+ Dxd8 16.Cxf7 Dh4 17.Db5+ c6 18.Dxe5+ Rd7 19.De6+ Rc7 20.Ad6 # (1-0).
Gli si attribuisce anche l'invenzione di un sistema di segnalazione a tre colori impiegato dalle navi per segnalare la loro presenza di notte, per la quale il governo inglese gli avrebbe riconosciuto un premio di 1.500 sterline e lo Zar di Russia un orologio d'oro del valore di 160 sterline (questi fatti sono stati tuttavia messi in dubbio).
Dopo il pensionamento Evans andò a vivere all'estero, prima nei Paesi Bassi e poi in Belgio. Mentre si trovava ad Ostenda dettò il 22 marzo 1871 una lettera nella quale racconta la sua vita e le circostanze che portarono all'invenzione (o scoperta) del gambetto Evans. La lettera fu pubblicata nel supplemento al Gentleman's Journal del Giugno 1872.

## Alcune partite del capitano William Evans
- William Evans - McDonnell, Londra 1826 (1-0), su chessgames.com.
- William Evans - McDonnell, Londra 1829(1-0), su chessgames.com.
- William Evans - George Perigal, Londra 1839 (1-0), su chessgames.com.
- John Cochrane - William Evans, 1843 (1-0), su chessgames.com.